# شفکی کوکی
شفکی کوکی (فنلاندی: Shefki Kuqi؛ زادهٔ ۱۰ نوامبر ۱۹۷۶) بازیکن فوتبال اهل فنلاند بود.
از باشگاه‌هایی که در آن بازی کرده‌است می‌توان به باشگاه فوتبال هلسینکی، باشگاه فوتبال شفیلد ونزدی، باشگاه فوتبال کریستال پالاس، باشگاه فوتبال دربی کانتی، باشگاه فوتبال بلکبرن روورز، باشگاه فوتبال اولدهام اتلتیک، باشگاه فوتبال فولام، باشگاه فوتبال استوک‌پورت کانتی، باشگاه فوتبال سوانزی سیتی، باشگاه فوتبال هیبرنین، باشگاه فوتبال ایپسویچ تاون، و باشگاه فوتبال نیوکاسل یونایتد اشاره کرد.
وی همچنین در تیم ملی فوتبال فنلاند بازی کرده‌است.